# Тонкий диск
Тонкий диск — структурний компонент спіральних галактик і галактик типу S0. Він складається із зір, газу та пилу.
Висота, над площиною диска, на якій концентрація зір падае в e разів, називається масштабною висотою (scale height). Оцінюється, що для Чумацького Шляху вона становить близько 300—400 парсеків (980—1 300 св. р.). Різниця радіусів в площині диска, на якій концентрація зір падае в e разів, називається масштабним радіусом (scale height), і для Чумацького Шляху складає приблизно 2,5—4,5 кілопарсека (8,2—14,7 ксв. р.). Для порівняння, Сонце знаходиться на відстані 8 кілопарсеків (26 ксв. р.) від центру.
На тонкий диск припадає близько 85 % зір у площині Галактики і 95 % зір у диску. Його можна відокремити від товстого диска галактики, оскільки останній складається зі старішої популяції зір, утворених на більш ранній стадії формування галактики, і тому містить менше важких елементів. З іншого боку, зорі в тонкому диску утворюються в результаті акреції газу на пізніх стадіях формування галактики і в середньому багатші металами.
Тонкий диск містить зорі з широким діапазоном віків і може бути розділений на серію субпопуляцій різного віку. Але в цілому він вважається суттєво молодшим за товстий диск.
Можливо, товстий диск утворився, коли Чумацький Шлях зіткнувся з меншою галактикою-супутником, яка збурила орбіти зір у тонкому диску, утворивши товстий диск, натомість як газ осів назад на площину Галактики і з часом утворив новий тонкий диск.